# Abd al-Halim an-Nimr
|  | Dieser Artikel wurde auf den Seiten der Qualitätssicherung des Projektes Politiker eingetragen. Hilf mit, ihn zu verbessern, und beteilige dich an der Diskussion! Folgendes muss noch verbessert werden: biogr. Daten fehlen, Lebenslauf ist sehr kurz -- Politik 21:20, 9. Sep. 2010 (CEST) |

Abd al-Halim an-Nimr (arabisch عبد الحليم النمر, DMG ʿAbd al-Ḥalīm an-Nimr) war vom 13. bis zum 15. April 1957 Premierminister von Jordanien.
In der Regierung seines Neffen Sulaimān an-Nābulusī war er Verteidigungs- und Innenminister, bis die Regierung vom König aufgelöst wurde. Er wurde von Husayin al-Khalidi abgelöst, der das Amt des Ministerpräsidenten jedoch auch nur zehn Tage innehatte.
an-Nimr war Mitglied der Nationalen Sozialistischen Partei, die von seinem Neffen geleitet wurde.